# Béni Abbès (distrito)
Béni Abbès é um distrito localizado na província de Béchar, Argélia, e cuja capital é a cidade de mesmo nome, Béni Abbès. Segundo o censo de 2008, a população total do distrito era de 12 134 habitantes.

## Municípios
O distrito está dividido em dois municípios:
- Béni Abbès
- Tamtert